# Aerial skiën
Aerial skiën is skiën van een schans. Deze schans is meestal gebouwd van hout en bedekt met sneeuw. Eenmaal in de lucht vertonen de aerialisten meervoudige salto's en schroeven voordat ze landen op een landingsheuvel van 34 tot 39 graden. De top van de mannelijke aerialisten kan op het moment drievoudige achterwaartse salto's met vier of vijf schroeven uitvoeren.
Er zijn twee verschillende soorten wedstrijden van aerial skiën: rechtop en omgekeerd (inverted). Bij aerials-rechtop worden bewegingen uitgevoerd waarbij het niet toegestaan is dat de voeten van de skiër hoger komen dan het hoofd komen. Dit is de meest voorkomende soort van aerial-wedstrijden voor junioren. Bij de inverted aerials voeren de skiërs spectaculaire salto's en schroeven uit.

## Puntentelling
Aerial skiën is een jurysport waarbij maximaal 30 punten te halen zijn. De deelnemers worden gejureerd op lucht (20%), vorm (50%) en landing (30%). De totale score wordt vermenigvuldigd met een vooraf vastgestelde moeilijkheidsgraad.

## Zomertraining
Aerialisten trainen hun sprongen tijdens de zomermaanden door van speciaal geconstrueerde waterschansen te skiën en in een zwembad te landen. Een waterschans bestaat uit een houten schans die is bedekt met een speciale plastic mat die wanneer deze nat wordt gemaakt met sprinklers, ervoor zorgt dat een atleet van de schans kan skiën en een sprong uit kan voeren. De skiër landt daarna veilig in het grote zwembad. Een luchtbel wordt vanaf de bodem van het zwembad opgelaten vlak voor de landing om het watervlak te breken en daardoor de landing zachter te maken. Skiërs maken soms de ski's die ze gebruiken voor de waterschans sterker met glasvezels.
Zomertrainingen omvatten verder ook trampolines, duikplanken en andere acrobatische of gymnastische trainingsapparaten.